# Nicklas Pedersen

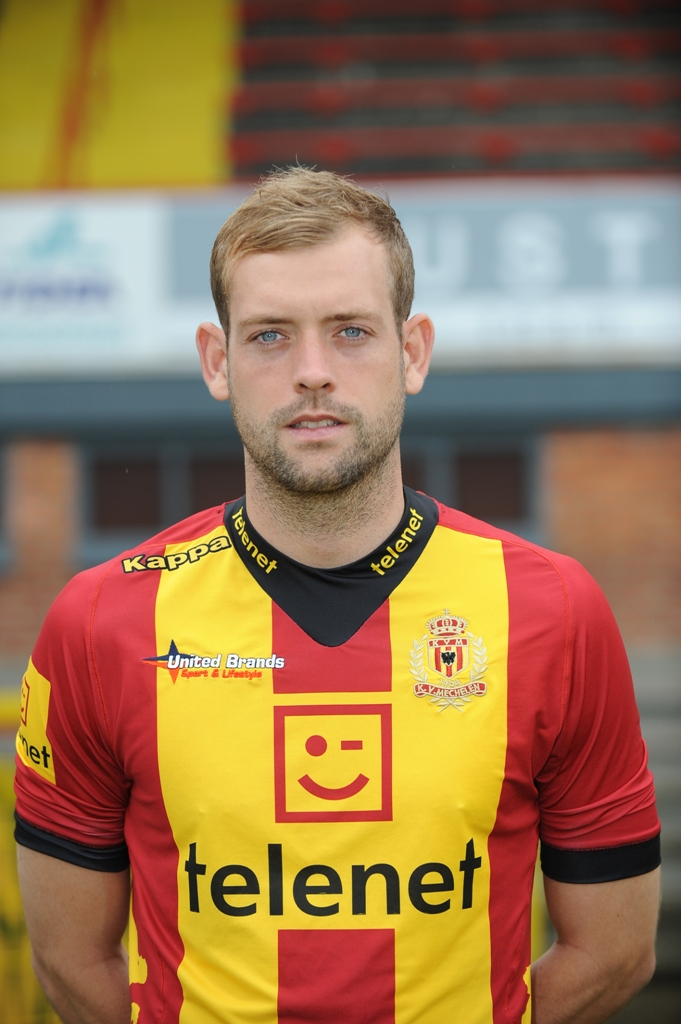
Imagem de Nicklas Pedersen.

Nicklas Pedersen é um futebolista dinamarquês que atua como atacante. Atualmente, joga pelo Oostende.
Pela Seleção Dinamarquesa, Pedersen jogou 13 partidas, marcando um gol.